# Friedrich Christian Kaas (1727–1804)

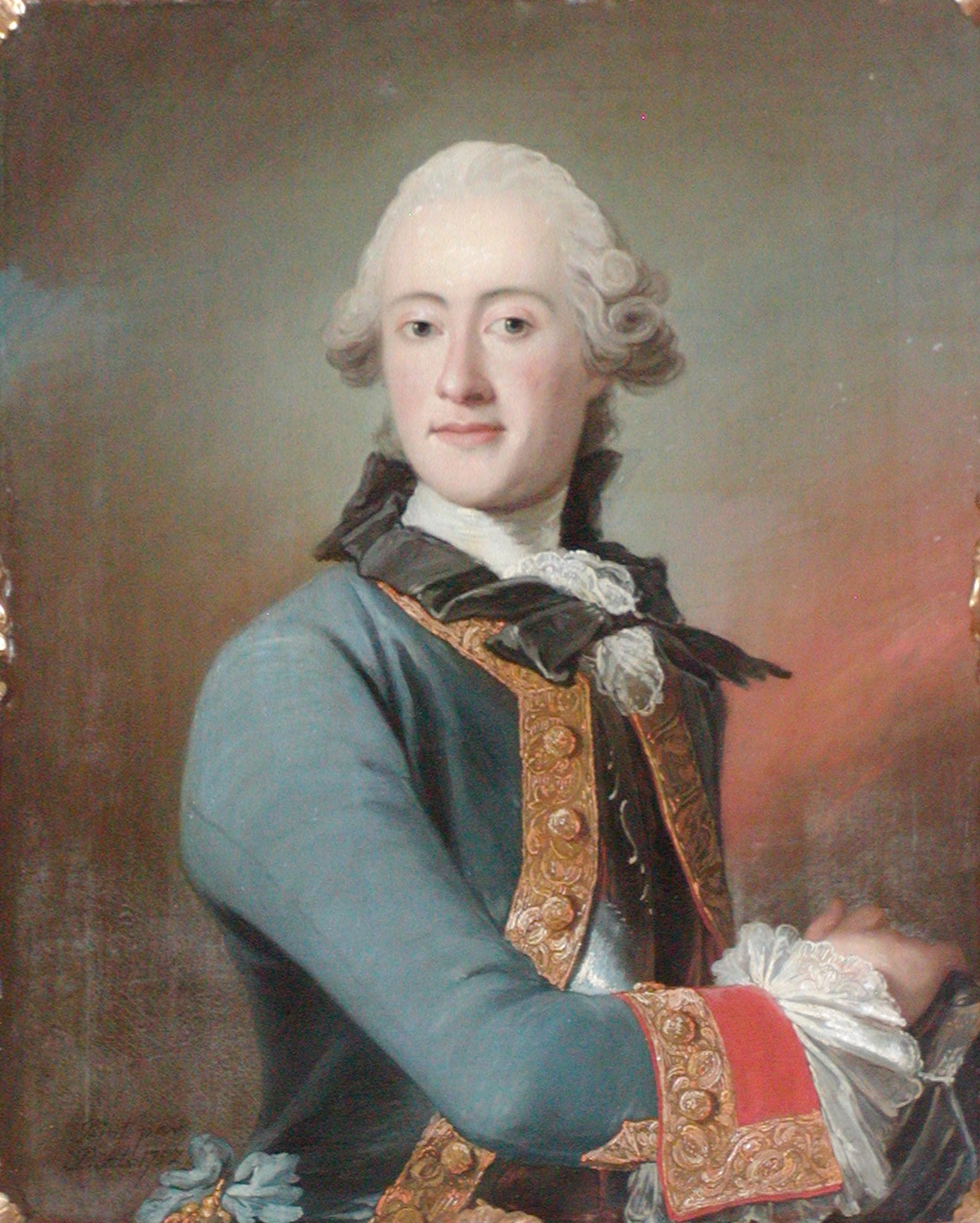
Friedrich Christian Kaas

Friedrich Christian Kaas dänisch Frederik Christian Kaas (* 1. Dezember 1727 in Kopenhagen; † 28. März 1804 ebenda) war ein dänischer Kammerherr und Admiral.

## Leben
Er stammte aus dem dänischen Uradelsgeschlecht der Kaas-Mur und war der Sohn des Admirales und Stiftsamtmann zu Bergen Ulrich Kaas (1677–1746) und der Mette Marie Mathissen (1694–1770), Tochter des Søren Matthisen (1653–1740). Friedrich Christian Kaas begann seine berufliche Laufbahn 1747 als Marineoffizier. Von 1752 bis 1756 begab er sich für ein Studium ins Ausland das ihm u. a. nach England, Holland, Frankreich und Italien führte. 1756 kommandierte er die Fregatte Hvide Ørn. Mit den Kommandanten Lützow nahm er auf dem Kriegsschiff Island an einer Mittelmeerreise teil. 
1758 wurde er zum Kapitän befördert. 1765 diente er als Diplomat in Marokko. 1772 wurde er Kammerherr und 1780 Ritter des Elefanten-Ordens. 1792 avancierte er zum dritten Militärdeputierten das Admiralkollegiums, 1790 zum Vize-Admiral und schließlich 1800 zum Admiral. Er starb am 28. März 1804 in Kopenhagen. Seine Trauerfeier fand am 4. April 1804 in der Holmens Kirke statt, darauf wurde sein Leichnam in die Bråby Kirke überführt und dort bestattet. Sein Namensvetter Friedrich Christian Kaas (1725–1803) diente ebenfalls als dänischer Kammerherr und Admiral.

## Familie

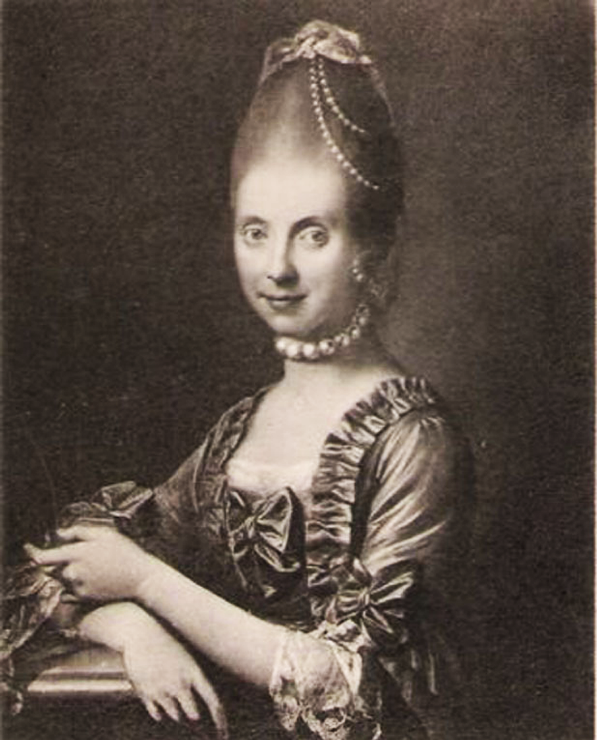
Edele Sophie Kaas

Friedrich Christian Kaas war in erster Ehe seit 1765 mit Sophie Elisabeth Charisius (1743–1769) und in zweiter Ehe seit 1771 mit Edele Sophie Kaas (1747–1800) verheiratet. Seine Kinder waren:
- Kirsten (1766–1842) ⚭ Holger Baron Stampe
- Ulrikke Mathilde (1767–1850), Stiftsdame
- Regitze Sophie (1769–1841) ⚭ Hans Baron Holstein
- Otto Ditlev (1772–1811) ⚭ Christiane Henriette von Barner
- Sofie Elisabeth (1773–1857) ⚭ Ditlev Kai von Holsten
- Johanna Henriette Valentina (1776–1843) ⚭ Graf Christian Conrad Sophus Danneskiold-Samsøe
- Henrich Valentin (1779–1857) ⚭ Mette Enevoldsdatter
- Friderich (1782–1783)
- Birgitte Sofie Kristiane (1784–1856), Stiftsdame
- Friderich (1785–1831) ⚭ Rigborg Elina Schiøtt

## Auszeichnungen
- Elefanten-Orden
- Dannebrogorden